# 激情ギターラ!
『激情ギターラ!』（原題：Rodrigo y Gabriela）は、メキシコ出身のギター・デュオ、ロドリーゴ・イ・ガブリエーラが2006年に発表したスタジオ・アルバム。デュオの世界デビュー作に当たり、当時2人が拠点としていたアイルランドのレーベル「ルビーワークス・レコード」から発売された後、2007年にはアメリカやイギリス、2008年には日本やフランスでもアルバム・チャート入りした。

## 背景
ライヴ・パフォーマンスにおけるエナジーをそのまま録音したいという意図から、主にオルタナティヴ・ロック系の作品の制作で知られるジョン・レッキーが共同プロデューサーに起用された。なお、収録曲「フワン・ロコ」のタイトルは、レッキーのメキシコ風ニックネームに由来している。2人が本作のレコーディングで主に使用したギターは、フランク・テイトというダブリンのギター職人によりカスタマイズされており、指板は通常のアコースティック・ギターよりも狭くて薄く、更にギターの内部も木材で補強されて、パーカッション代わりに叩いても壊れにくくなっていたという。
「天国への階段」はレッド・ツェッペリンのカヴァーで、2人はスタンリー・ジョーダンがこの曲を演奏しているのをテレビで見て、それをきっかけにライヴで演奏するようになった。また、「オライオン」はメタリカのアルバム『メタル・マスター』（1986年）収録曲のカヴァーで、ロドリーゴ・サンチェスは2006年のインタビューにおいて「私が初めてギターを弾きたくなったのは、メタリカがきっかけだった」「オリジナルに忠実にしたかったから、2本のギター用にシンプルなアレンジを施したとはいえ、ドラム・パートも含むバンド全体の要素も、幾らか再構築してみた」と語っている。「PPA」は「Pinche Personal Assistant」の略で、無能でありながら自信家の音楽業界人を批判したタイトルである。

## 反響
2人の活動拠点であったアイルランドでは、本作がアルバム・チャート1位を獲得し、2006年のうちにプラチナ・ディスクの認定を受けた。また、2006年にシングル・カットされた「天国への階段」は、同国のシングル・チャートで39位を記録した。
アメリカの『ビルボード』では、2007年1月6日付のトップ・ヒートシーカーズで3位を記録し、同年9月8日には、総合アルバム・チャートのBillboard 200で98位に達した。イギリスでは2007年8月18日付の全英アルバムチャートで初登場78位となり、最終的には5週トップ100入りして最高53位を記録した。
フランスでは2008年3月1日付のアルバム・チャートで初登場132位となり、同年5月31日に最高70位を記録して、合計40週にわたりトップ200入りした。2008年3月5日に発売された日本盤は、同年3月24日付のオリコンチャートで最高70位を記録し、26週にわたってトップ300入りした。スイスでは2009年8月9日付のアルバム・チャートで90位となった。

## 評価
Thom Jurekはオールミュージックにおいて5点満点中4.5点を付け「この9曲は、ニュー・フラメンコともニューエイジ・ミュージックとも関係なく、断固とした狂おしいまでの情熱が浮かんでくるような、ジャンルや伝統を焼き尽くす煙と炎を伴った音楽であり、少なくとも今回の場合は、ヘヴィメタルの神に感謝すべきだろう」と評している。また、クリス・モスはBBCのレビューにおいて「ロック、フラメンコ、ジャズ、メタル、それにシャドウズから影響を受けていることは明白だが、このデュオはもはや、強力な特徴あるサウンドを確立している」と評している。

## 収録曲
| 全作曲: 特記なき楽曲はロドリーゴ・イ・ガブリエーラ作。 |                                                                   |      |                                              |      |
| #                                                      | タイトル                                                          | 作詞 | 作曲・編曲                                   | 時間 |
| 1.                                                     | 「タマクン - Tamacun」                                            |      | 特記なき楽曲はロドリーゴ・イ・ガブリエーラ作 | 3:25 |
| 2.                                                     | 「ディアブロ・ロホ - Diablo Rojo」                                |      | 特記なき楽曲はロドリーゴ・イ・ガブリエーラ作 | 4:56 |
| 3.                                                     | 「ヴァイキング・マン - Vikingman」                                |      | 特記なき楽曲はロドリーゴ・イ・ガブリエーラ作 | 4:03 |
| 4.                                                     | 「サトリ - Satori」                                               |      | 特記なき楽曲はロドリーゴ・イ・ガブリエーラ作 | 5:04 |
| 5.                                                     | 「イクスタパ - Ixtapa」                                           |      | 特記なき楽曲はロドリーゴ・イ・ガブリエーラ作 | 5:13 |
| 6.                                                     | 「天国への階段 - Stairway to Heaven」(Jimmy Page, Robert Plant)   |      | 特記なき楽曲はロドリーゴ・イ・ガブリエーラ作 | 4:44 |
| 7.                                                     | 「オライオン - Orion」(James Hetfield, Lars Ulrich, Cliff Burton) |      | 特記なき楽曲はロドリーゴ・イ・ガブリエーラ作 | 7:44 |
| 8.                                                     | 「フワン・ロコ - Juan Loco」                                      |      | 特記なき楽曲はロドリーゴ・イ・ガブリエーラ作 | 3:27 |
| 9.                                                     | 「PPA - PPA」                                                     |      | 特記なき楽曲はロドリーゴ・イ・ガブリエーラ作 | 4:13 |

| #   | タイトル                        | 作詞 | 作曲 | 時間 |
| --- | ------------------------------- | ---- | ---- | ---- |
| 10. | 「セニョリータ - Senorita XXX」 |      |      | 4:22 |

## 参加ミュージシャン
- ロドリーゴ・サンチェス - アコースティック・ギター
- ガブリエーラ・クインテーロ - アコースティック・ギター
- ロビー・ラカトシュ - ヴァイオリン(on #5)